# Opaka
Opaka (bulharsky Опака) je město v Targovišťské oblasti v severovýchodním Bulharsku. Město je zároveň sídlem stejnojmenné obštiny. V roce 2009 zde žilo 2 873 obyvatel.
Město se nachází přibližně 70 km jižně od města Ruse, ležícího na hranici s Rumunskem, a přibližně 250 km severovýchodně od Sofie.
Roku 2009 byla bulharskými polárníky podle města pojmenována skalní skupina na Robert Islandu v souostroví Jižní Shetlandy.

## Historie
V oblasti byly nalezeny pozůstatky tráckého, římského a slovanského osídlení. V klášteře u vesnice Krepča se nachází nejstarší známý zápis ve starobulharské cyrilici, který je datován do období kolem roku 920. V roce 2011 bylo archeology odkryto místo trácké mohyly ze 2. století, kde se nacházely bronzové figuríny a zlatý věnec.